# کودک بیمار

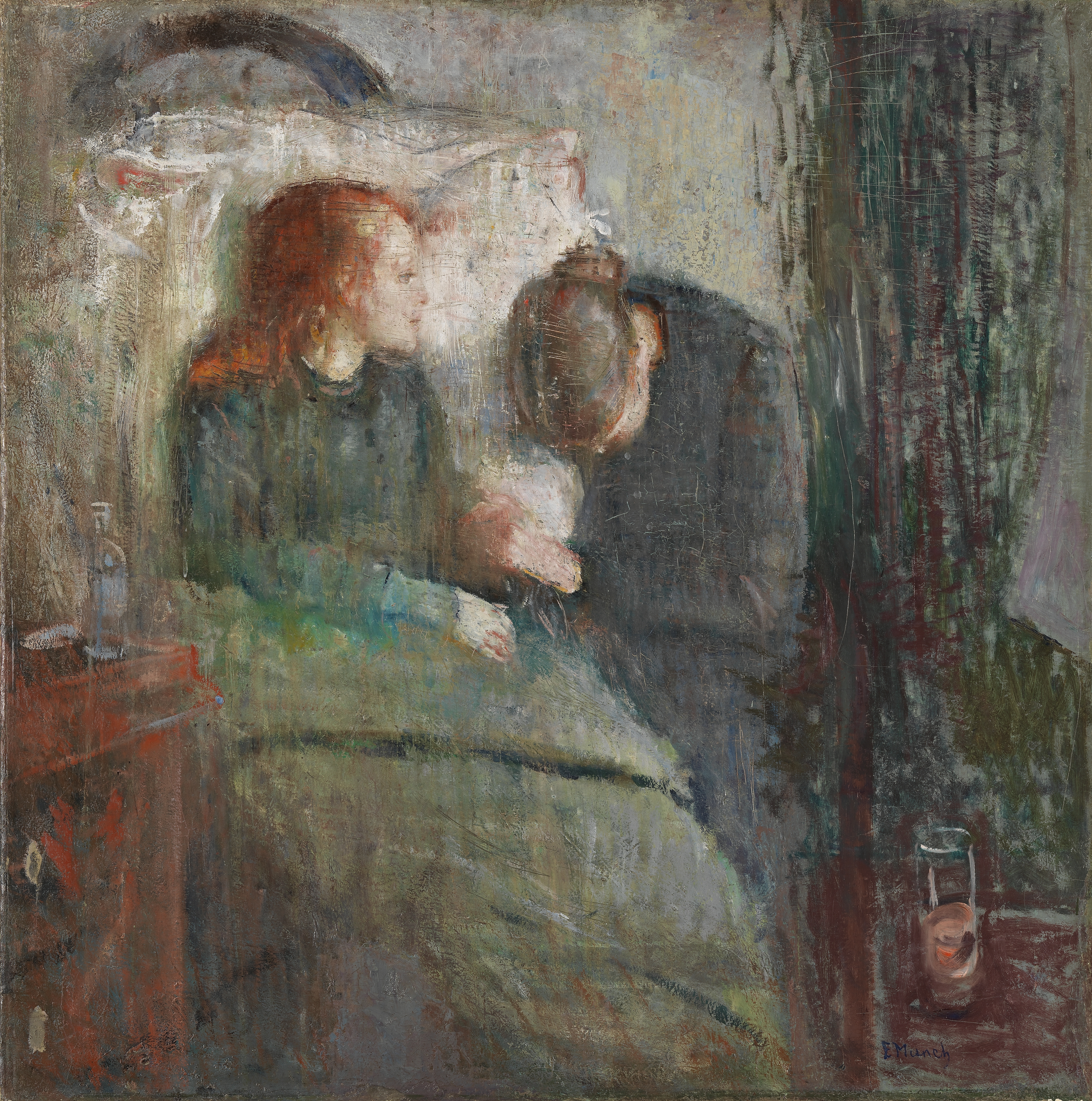
ادوارد مونک، کودک بیمار، ۱۸۸۵–۱۸۸۶. نسخه اصلی. گالری ملی نروژ، اسلو.

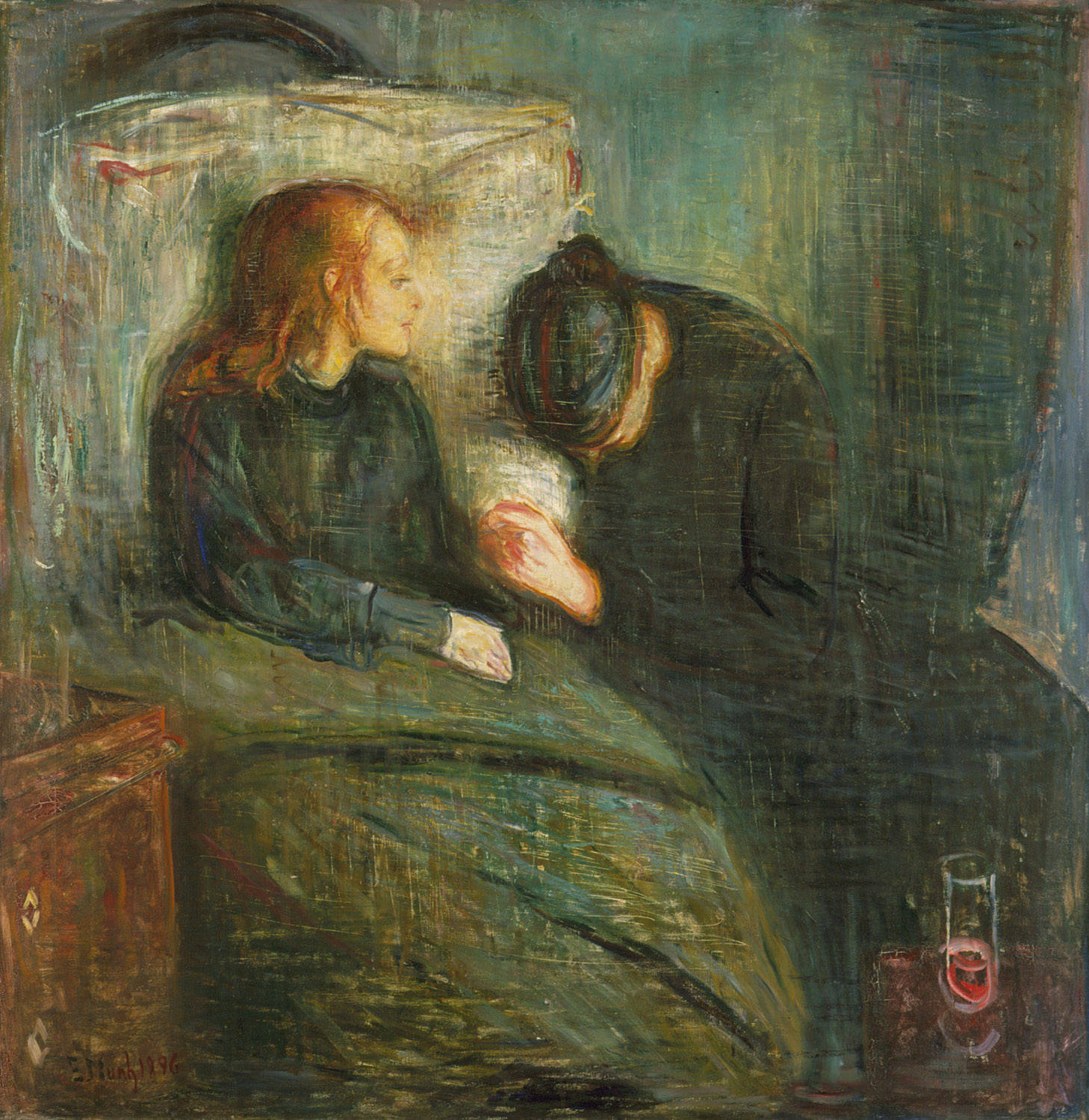
نسخه ۱۸۹۶. دومین نقاشی به پایان رسیده در پاریس. موزه گوتنبرگ.

کودک بیمار (به نروژی: Det syke barn) نام عنوان شده به شش نقاشی و تعدادی از چاپ‌سنگی، نقاشی‌خشک و چاپ فلزی کشیده شده توسط هنرمند نروژی ادوارد مونک (۱۸۶۳–۱۹۴۴) بین سال ۱۸۸۵ و ۱۹۲۶ است. همه نقاشی‌ها لحظاتی قبل از مرگ خواهر بزرگترش، جوهانا سوفی (۱۸۶۲–۱۸۷۷) از سل را در ۱۴ سالگی‌اش را نشان می‌دهند.